# Cheikh Gueye (maire de Dieuppeul-Derklé)
Cheikh Gueye est un homme politique sénégalais, maire de Dieuppeul-Derklé qui est l'une des 19 communes d'arrondissement de la ville de Dakar (Sénégal). 

## Biographie
Cheikh Gueye est un homme politique sénégalais, connue principalement pour son rôle de maire de la commune de Dieuppeul - Derklé, situé dans la ville de Dakar.
Cheikh Gueye a connue plusieurs combats aux côtés de  Khalifa Ababacar Sall, maire de Dakar. Il entame son parcours politique en tant que premier adjoint au maire entre 2009 et 2014, et participe aux actions qui mènent à la tête de la commune de Dakar,. De premier adjoint au maire de la commune de Dakar, Cheikh Gueye devient maire de la commune de Dieuppeul - Derklé lors des éléctions municipales de 2014.
Diplômé à l'Université Louis Pasteur de Strasbourg, Cheikh Gueye est professeur des sciences de la vie et de la terre, a occupé le poste de responsable de l'environnement, du développement durable, du cadre et de la qualité de vie. 

## Expertise
Cheikh Gueye est spécialiste géographe de l'Université Louis Pasteur de Strasbourg avec plus de 30 annnées d'expériences sur des projets d'environnementaux, climatique, de migration et de développement local. Il est également auteur et co-auteur de plusieurs livres au nombre desquels, nous pouvons citer "Sénégal post-COVID19 : souveraineté et rupture (2021)", "État, Société et Islam au Sénégal, un air de nouveau temps", etc.  